# Arema Football Club
Maillots
L'Arema Football Club est un club indonésien de football basé à Malang, dans la province du Java oriental. 

## Palmarès
- Championnat d'Indonésie
  - Champion : 2010

- Coupe d'Indonésie
  - Vainqueur : 2005 et 2006
  - Finaliste : 1992

## Identité visuelle

Ancien logo.
Logo actuel.